# Binotia brasiliensis
Binotia brasiliensis es una especie  de orquídea epifita originaria de Brasil. Es la especie tipo del género.

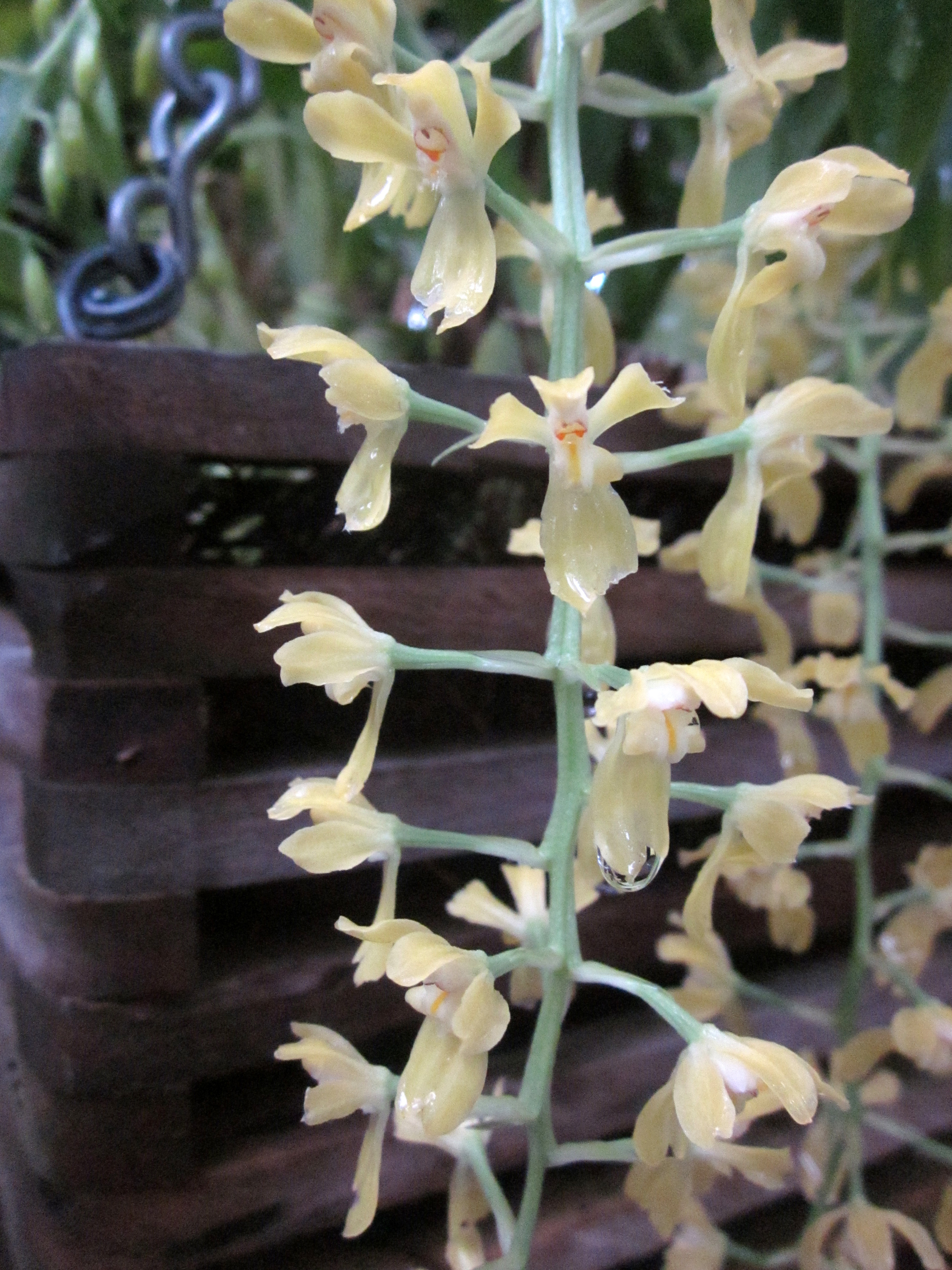
Inflorescencia

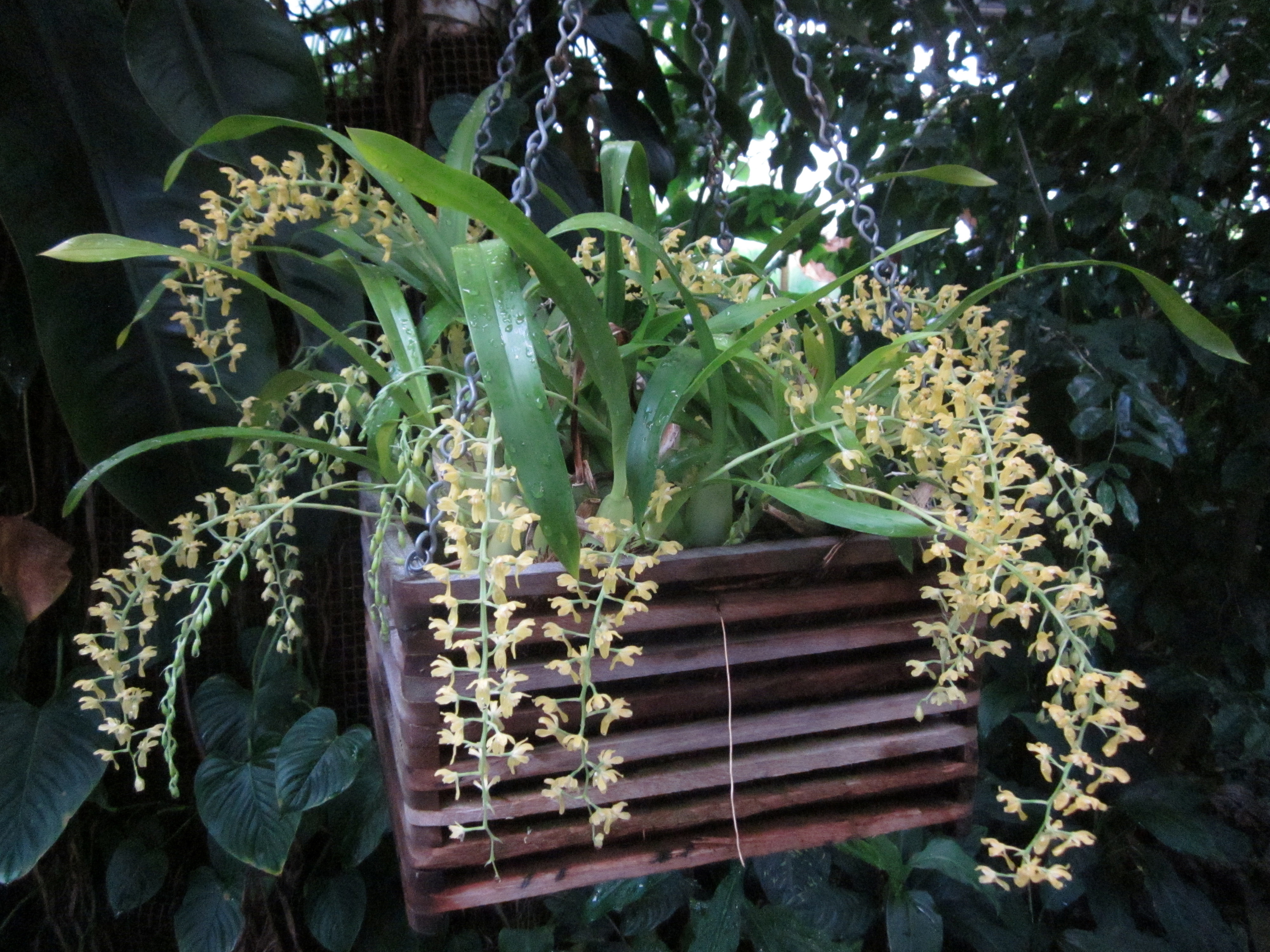
Vista de la planta

## Descripción
Es una orquídea de tamaño pequeño, que prefiere el clima cálido, es epífita y raramente litófita con pseudobulbos ovoides, comprimidos parcialmente y envueltos basalmente por hojas y vainas. Tiene  2 hojas lanceoladas-liguladas, agudas, coriáceas, Florece en una inflorescencia axilar, graciosamente arqueada, a menudo ramificada de 45 cm de largo, con  6 a 13 flores de unos 5 cm de ancho. La floración se produce en verano.

## Distribución y hábitat
Se encuentra únicamente en los estados de Río de Janeiro y São Paulo, en Brasil.

## Taxonomía
Binotia brasiliensis fue descrito por (Rolfe) Rolfe y publicado en Orchid Review 296. 1905.
Etimología
Binotia: nombre genérico que fue otorgado en homenaje a la familia Binot-Verboonen de orchidarium Binot en Petrópolis, en Río de Janeiro. Esta casa de comercio de orquídeas fue fundada por Pedro María Binot en 1870 y todavía está en actividad, es una de las más antiguas de las que se tiene  noticia en el mundo.
brasiliensis: epíteto geográfico que alude a su localización en Brasil.
Sinónimos
- Cochlioda brasiliensis Rolfe (1904)
- Gomesa binotii auct. (1904)
- Gomesa margaritae Pabst (1967)[1]
- Gomesa brasiliensis (Rolfe) M.W.Chase & N.H.Williams
- Gomesa verboonenii Pabst
- Rodrigueziella verboonenii (Pabst) Pabst[3][4]